# جينا كولمان
جينا لويز كولمان (بالإنجليزية: Jenna Coleman)‏ (ولدت في 27 أبريل 1986)،  معروفة باسم جينا كولمان، ممثلة إنجليزية. أبرز أدوارها «كلارا أوزوالد» في المسلسل التلفزيوني البريطاني دكتور هو، ودور «جاسمين توماس» في مسلسل البريطاني إمبراديل، ودور «الملكة فيكتوريا» في سلسلة الدراما فيكتوريا.

## روابط خارجية
- جينا كولمان على موقع IMDb (الإنجليزية)
- جينا كولمان على موقع ميتاكريتيك (الإنجليزية)
- جينا كولمان على موقع روتن توميتوز (الإنجليزية)
- جينا كولمان على موقع قاعدة بيانات الأفلام العربية
- جينا كولمان على موقع ألو سيني (الفرنسية)
- جينا كولمان على موقع ميوزك برينز (الإنجليزية)
- جينا كولمان على موقع تيرنر كلاسيك موفيز (الإنجليزية)
- جينا كولمان على موقع أول موفي (الإنجليزية)
- جينا كولمان على موقع قاعدة بيانات الفيلم (الإنجليزية)
- جينا كولمان على موقع ليتربوكسد (الإنجليزية)